# Benferri
Benferri – gmina w Hiszpanii, w prowincji Alicante, we wspólnocie autonomicznej Walencja, o powierzchni 12,36 km². W 2011 roku liczyła 1934 mieszkańców. Gmina pochodzenia muzułmańskiego.